# Домат
Доматът (Solanum lycopersicum) е растение от семейство Картофови (Solanaceae). Според ботаниката той спада към плодовете, но според готварството се приема за зеленчук.

## Описание
Родина на домата са Централна и Южна Америка, от Мексико до Перу. Той е многогодишно растение, отглеждано като едногодишно растение, обикновено достигащо 1 – 3 m височина със слабо дървесно стъбло, което обикновено лази по други растения. Листата са сложни, текоперести, дълги 10 – 25 cm, с 5 – 9 листенца, всяко от които е дълго до 8 cm, с назъбен ръб. Различават се два типа листа: обикновен тип и картофен тип. Стъблото и листата са мъхести. Цветовете са с диаметър 1 – 2 cm, жълти на цвят, с 5 заострени венчелистчета. Събрани са в класовидно съцветие по 3 – 12. Плодът е съестен, ярко оцветен (обикновено червен от пигмента ликопен) месест семков плод с диаметър 1 – 2 cm при дивите растения и обикновено много по-голям при културните. Плодът е сочна двугнездна или многогнездна ягода с различна форма или големина. Теглото може да достигне от 1 – 2 г до 500 г и повече при едроплодните домати.
Думата домат произлиза от езика нахуатъл – „томатл“. В българския език се приема, че идва от турски: domates или от гръцки: ντομάτα

## Изискванията на доматите към температурата и влагата
Доматът (Lycopersicum esculentum) е топлолюбиво и влаголюбиво растение. Най-добре се развива при температура 25 – 30 градуса. При температура под 15 градуса растенията не могат да цъфтят, спадне ли под 10, растежът им се прекъсва. Семената не поникват, ако почвата не е затоплена до 15 – 16 градуса. На добива и качеството се отразяват отрицателно и температури над 30 градуса, особено ако са придружени от засушаване.
Доматът е взискателен и към влагата, особено в почвата. Почвената влага трябва да е висока, докато въздушната може и да е малко по-ниска. Твърде влажният въздух затруднява опрашването и подпомага развитието на гъбните болести. Когато почвата и въздухът се засушат, плодовете загниват откъм върха, където се появява тъмно петно. Често погрешно смятано за гъбна болест, то всъщност е физиологично поражение. Обяснява се с факта, че оскъдната вода в растението се насочва към местата на нарастването, а плодовете се обезводняват. Поливките след засушаване са причина за напукване на плодовете. Оттук и изводът, че не трябва да се допуска засушаване, макар че доматът го понася по-леко от пипера и патладжана.